# Кустура
Кустура је, у говору Качерског краја, истрошен нож.
Јеремија М. Павловић у својој књизи Качер и Качерци, о томе каже:
„Кустура је обичан нож који се носи за појасем. Кад исти човеку дотраје, даје га жени, а себи купује нов. Кустуром се стружу хлеб, погача и наћве. Зато она није за чишћење опанака (као бекута). Она стоји или у наћвама, или је уз хлебну пећ, где се често кваси, док сасвим не зарђа.“